# Battaglia di Verona (1805)
La battaglia di Verona venne combattuta il 18 ottobre 1805 tra l'Armata d'Italia al comando del generale Andrea Massena e l'esercito imperiale austriaco comandato dall'arciduca Carlo d'Austria-Teschen. Sul finire del giorno, Massena colpì la testa di ponte sulla riva est dell'Adige, facendo retrocedere le truppe in difesa del generale Josef Philipp Vukassovich. L'azione ebbe luogo a Verona, nel corso delle guerre della terza coalizione, parte delle guerre napoleoniche.
Nell'autunno del 1805, l'imperatore Napoleone I di Francia aveva pianificato di utilizzare la sua potente Grande Armée per schiacciare l'esercito austriaco nella Germania meridionale. L'imperatore francese sperava di vincere nella valle del Danubio. Per portare a compimento i suoi propositi, Napoleone chiese a Massena di tenere impegnato l'arciduca Carlo in Italia per quanto più tempo possibile.
Per far sì che le azioni di Massena avessero successo sul nemico, era necessario stabilire una testa di ponte sulla riva est dell'Adige. Nel corso della battaglia, i francesi attaccarono ed attraversarono il fiume, ripulirono due quartieri della città e trionfarono sugli austriaci. L'esercito imperiale ebbe considerevoli perdite rispetto ai francesi. Questo fu il primo passo verso la successiva battaglia di Caldiero che si svolse tra il 29 ed il 31 ottobre di quello stesso anno.

## Antefatto

### Il piano austriaco
Il 5 settembre 1805, il feldmaresciallo e arciduca Carlo, il feldmaresciallo luogotenente Karl Friedrich von Lindenau, ed il generale maggiore Anton Mayer von Heldensfeld stilarono il piano strategico degli imperiali per opporsi ai francesi. La strategia venne in gran parte delineato sulla strategia già elaborata da Carlo e dai feldmarescialli luogotenenti Karl Mack von Leiberich e Karl Philipp von Schwarzenberg. Ad ogni modo, Mayer convinse Carlo e Lindenau a trasferire le truppe dall'Italia in Germania, dove Mack premeva per l'invasione dell'elettorato di Baviera.

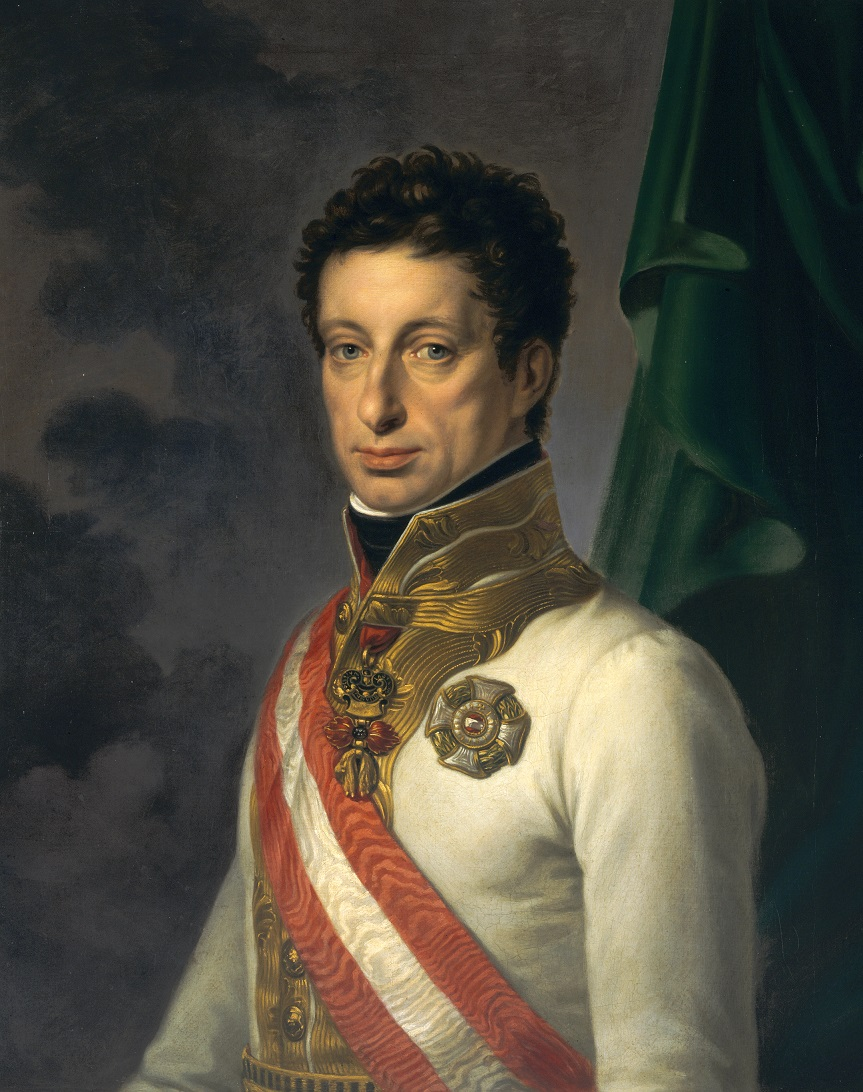
L'arciduca Carlo d'Asburgo-Teschen

Il piano originale impegnava 120 000 uomini in Italia, 70 000 in Germania, 25 000 nel Tirolo e 20 000 per sicurezza dei confini interni. Le revisioni di Mayer prevedevano invece 90 000 uomini per l'Italia con lo spostamento di 30 000 uomini in Germania.
L'arciduca Carlo non era d'accordo con la strategia aggressiva di Mack. Quando Francesco I d'Austria gli chiese la sua opinione, Carlo gli scrisse che Mack stava prendendo un grosso abbaglio invadendo la Baviera. Ad ogni modo, l'imperatore permise a Mack di proseguire nel corso delle azioni. Temendo il peggio in Baviea, Carlo prese una posizione difensiva, pur sapendo di trovarsi in inferiorità numerica rispetto a Massena.
L'arciduca pose il feldmaresciallo luogotenente Johann von Hiller con 22 000 uomini in Tirolo italiano, a nord di Rivoli Veronese. L'arciduca si allineò sulla riva est dell'Adige da Verona a Legnago con 40 000 soldati e una riserva di 30 000 uomini a Caldiero. Di queste truppe, quelle del feldmaresciallo luogotenente conte Heinrich von Bellegarde erano di guardia alla città di Verona, con la divisione di Vukassovich a nordest della città e le divisioni dei feldmarescialli luogotenenti Joseph Simbschen e Andreas O'Reilly von Ballinlough ad est. Le sei divisioni del feldmaresciallo luogotenente Eugène-Guillaume Argenteau gestivano la linea a Caldiero. Il feldmaresciallo luogotenente Paul Davidovich con due divisioni difendeva l'Adige presso Legnago.

### Il piano francese

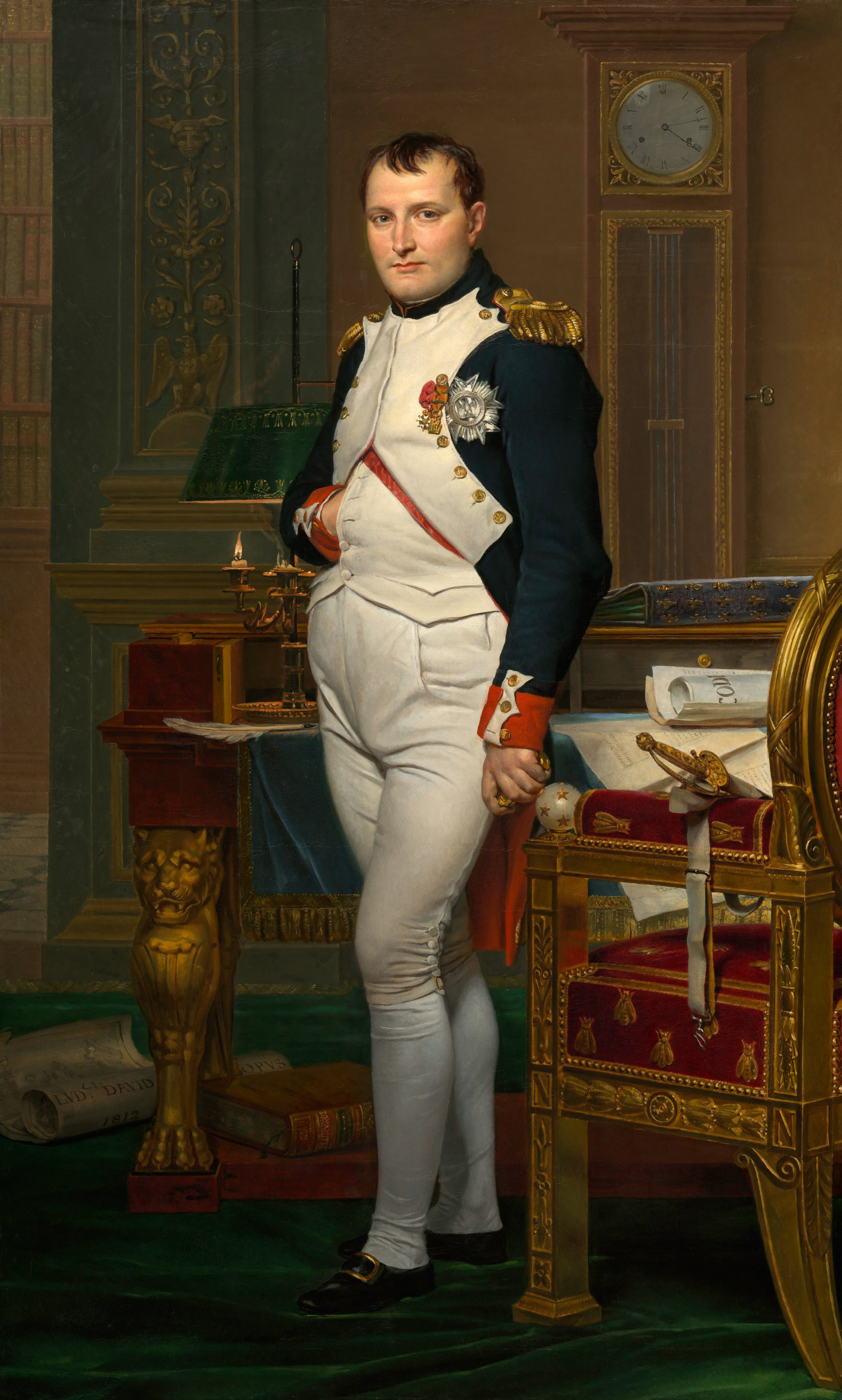
L'imperatore Napoleone I

All'inizio di agosto del 1805, Napoleone abbandonò il suo piano di invadere la Gran Bretagna attraverso il Canale della Manica. Al contrario decide, decise di spostare il suo esercito dalle coste lungo la Manica nella Germania meridionale per battere l'esercito austriaco. Sperava di raggiungere la capitale austriaca di Vienna entro novembre, prima che l'esercito russo potesse comparire sulla scena. Con i corpi dall'I al VII, un corpo di cavalleria, la guardia imperiale e gli alleati bavaresi, Napoleone disponeva di un esercito di 194 000 uomini per la campagna in Germania. L'allenamento, il personale, il morale e l'organizzazione della Grande Armée erano tra i migliori al mondo per l'epoca. Il 26 agosto diede l'ordine di dare inizio alla marcia ed un mese dopo le sue truppe passavano già il Reno.

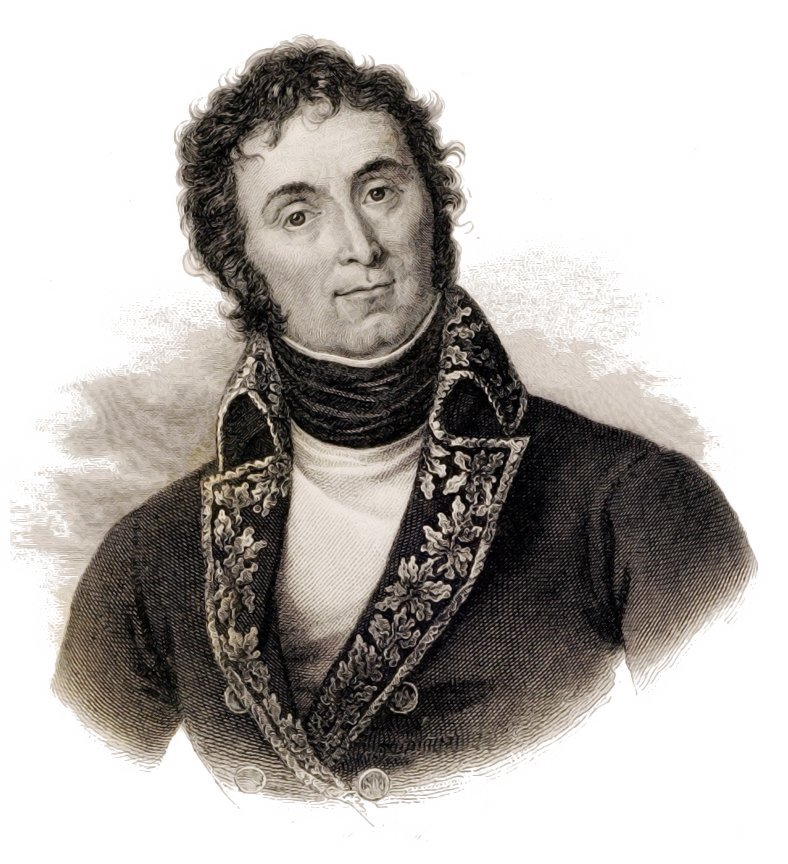
Andrea Massena

Grazie ad un'elaborata rete di spionaggio, Napoleone venne messo al corrente dei piani austriaci in Italia. L'imperatore desiderava non permettere all'arciduca Carlo ed ai suoi uomini di influenzare gli eventi bellici in Germania meridionale. Massena, la cui armata contava solo 48 000 uomini, pensò subito ad una strategia difensiva. Nel 1805 l'Adige era il confine tra la Lombardia francese ed il Veneto austriaco. Sulla riva occidentale dell'Adige, Massena pose 5000 uomini nelle fortezze del Quadrilatero (Verona, Legnago, Peschiera del Garda e Mantova).
Inizialmente, Massena tenne semplicemente la linea dell'Adige con tre divisioni di fanteria. Il generale di divisione Jean-Mathieu Seras osservava la sua controparte austriaca, il generale Hiller, dalla posizione fortificata di Rivoli a nord. Il generale di divisione Gaspard Amédée Gardanne teneva Verona ed il generale di divisione Jean-Antoine Verdier difendeva l'Adige presso Legnago a sud. Seguendo le istruzioni di Napoleone, Massena iniziò a concentrare il suo esercito. Intendeva colpire in massa con cinque divisioni di fanteria e due di cavalleria proprio presso Verona. Dispose che la divisione di Verdier, supportata dalla divisione di cavalleria del generale Charles Randon de Pully, creasse un diversivo con gli austriaci a sud.
Per guadagnare tempo, Napoleone autorizzò Massena a proporre una tregua. Il generale così fece e l'arciduca Carlo accettò la proposta. Il 29 settembre, venne siglata una convenzione tra le due parti che si accordarono per non combattersi per i successivi sei giorni dalla rispettiva notifica. Una settimana dopo, Massena fece pervenire a Carlo il messaggio che le ostilità sarebbero riprese il 14 ottobre. Il 17 ottobre l'arciduca Carlo aveva ricevuto la notizia che Napoleone si trovava a Monaco di Baviera. Prevedendo il disastroso risultato della Campagna di Ulma, l'arciduca iniziò a prepararsi per lasciare l'Italia. Ma prima doveva difendersi dall'attacco dei francesi che pareva ormai imminente.

## La battaglia

### L'esercito francese
L'ordine di battaglia di Massena al 18 ottobre era il seguente:

Armata d'Italia: Andrea Massena
- 1ª divisione: generale di divisione Gaspard Amédée Gardanne (coinvolta)
  - 1ª brigata: generale di brigata Louis Fursy Henri Compère
    - 22º reggimento di fanteria leggera (3 battaglioni)
    - 52º reggimento di fanteria di linea (3 battaglioni)

  - 2ª brigata: generale di brigata Louis François Lanchatin
    - 29º reggimento di fanteria di linea (3 battaglioni)
    - 101º reggimento di fanteria di linea (3 battaglioni)

  - Annessi:
    - 23º reggimento Chasseurs à cheval (4 squadroni)
    - 15/2ª compagnia di artiglieria a piedi
- 2ª divisione: generale di divisione Jean-Antoine Verdier (1 compagnia a piedi e 1 compagnia a cavallo di artiglieria)
  - 1ª brigata: generale di brigata Antoine Digonet (coinvolta)
    - 23º reggimento di fanteria leggera, (3 battaglioni)
    - 10º reggimento di fanteria di linea (3 battaglioni)

  - 2ª brigata: generale di brigata Jacques Brun (7 battaglioni)
  - 3ª brigata: colonnello François Léon Ormancey (8 squadroni)

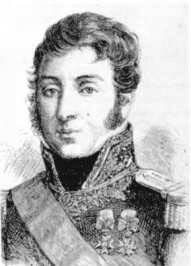
Il generale Jean-Antoine Verdier

- 3ª divisione: generale di divisione Gabriel Jean Joseph Molitor (1 compagnia di artiglieria a piedi)
  - 1ª brigata: generale di brigata Jean-Marie Auguste Aulnay de Launay (8 battaglioni)
  - 2ª brigata: generale di brigata Jean-Baptiste Herbin-Dessaux (3 battaglioni)
  - 3ª brigata: generale di brigata Guy Louis Henri de Valory (4 battaglioni)
- 4ª divisione: generale di divisione Guillaume Philibert Duhesme (coinvolta)
  - 1ª brigata: generale di brigata François Goullus
    - 1º reggimento di fanteria di linea (3 battaglioni)
    - 102º reggimento di fanteria di linea (3 battaglioni)

  - 2ª brigata: generale di brigata Jean Le Camus
    - 14º reggimento di fanteria leggera (3 battaglioni)
    - 20º reggimento di fanteria di linea (4 battaglioni)

  - Annessi:
    - 25º reggimento Chasseurs à cheval (4 squadroni)
    - 19/2ª compagnia d'artiglieria a piedi
- 5ª divisione: generale di divisione Jean Mathieu Seras (1 compagnia di artiglieria a piedi) (coinvolta minimamente)
  - 1ª brigata: generale di brigata Jacques Laurent Gilly (6 battaglioni)
  - 2ª brigata: generale di brigata Pierre-Joseph Guillet (6 battaglioni)
  - 3ª brigata: generale di brigata Claude François de Malet (3 battaglioni, 4 squadroni)
  - 4ª brigata: generale di brigata Jean Jacques Schilt (2 battaglioni)

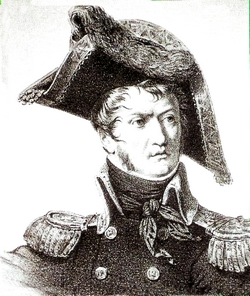
Il generale Guillaume Duhesme

- Divisione di riserva: generale di divisione Louis Partouneaux (1 compagnia di artiglieria a cavallo)
  - 1ª brigata: generale di brigata Jean-Baptiste Solignac (3 battaglioni di granatieri, 1 battaglione di carabinieri)
  - 2ª brigata: generale di brigata François Valentin (4 battaglioni di granatieri)
- Divisione di cavalleria di riserva: generale di divisione Julien Augustin Joseph Mermet (1 compagnia di artiglieria a cavallo)
  - 1ª brigata dragoni: generale di brigata Nicolas Bernard Guiot de Lacour (8 squadroni)
  - 2ª brigata corazzieri: colonnello François-Joseph d'Offenstein (8 squadroni)
- Divisione di cavalleria leggera: generale di divisione Jean Louis d'Espagne (1 compagnia di artiglieria a cavallo)
  - 1ª brigata: generale di brigata César Alexandre Debelle (8 squadroni)
  - 2ª brigata: colonnello Antoine Maurin (8 squadroni)
- Divisione di cavalleria: generale di divisione Charles Randon de Pully
  - 1ª brigata corazzieri: generale di brigata Maurice Fresia (8 squadroni)
  - 2ª brigata dragoni: colonnello Davenay (8 squadroni)

### Esercito austriaco
Il 18 ottobre, le forze dell'arciduca Carlo erano organizzate come segue:

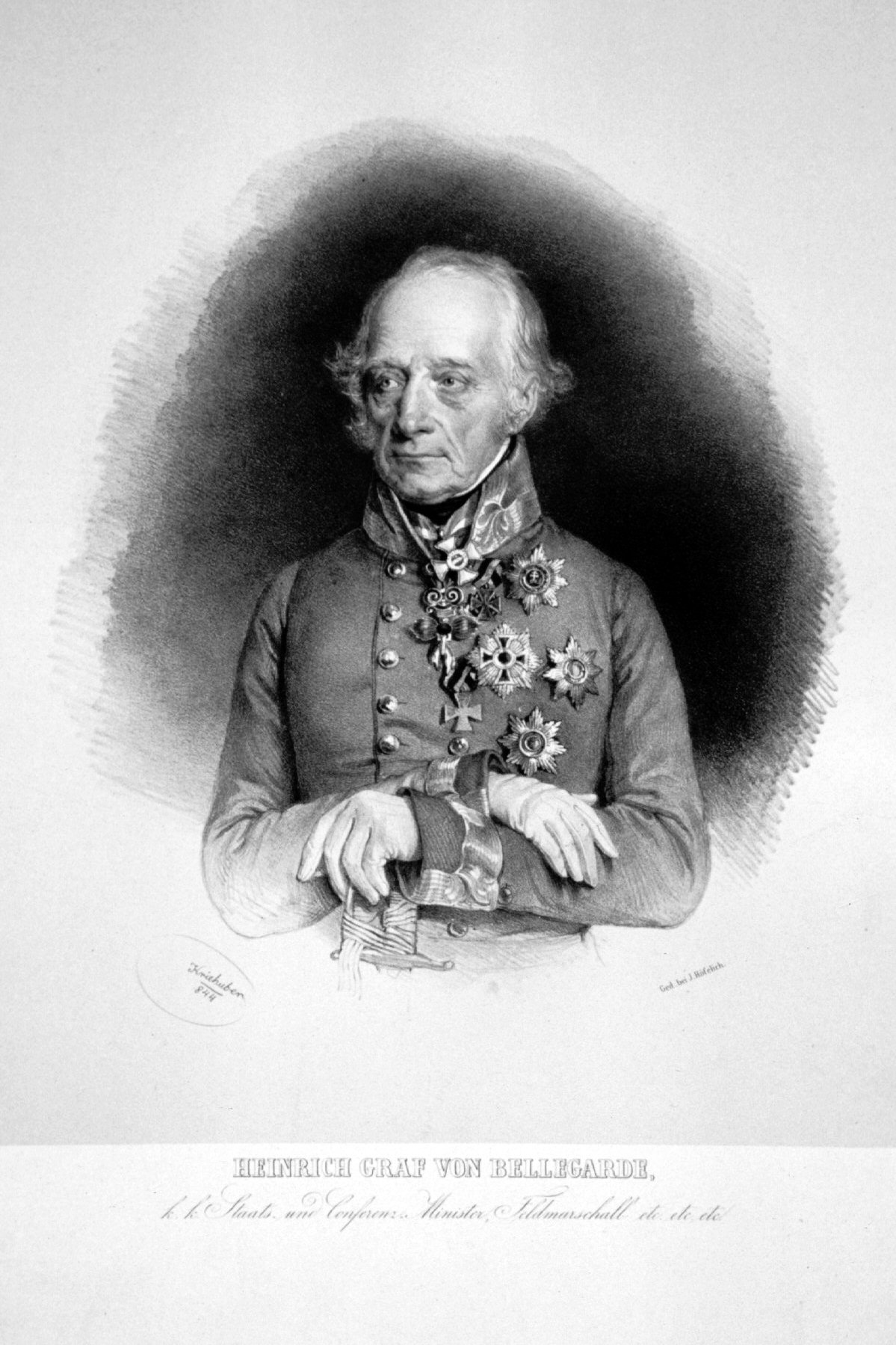
Il generale Heinrich von Bellegarde

Armee von Italien: feldmaresciallo arciduca Carlo d'Austria-Teschen
- Ala destra: generale di cavalleria conte Heinrich von Bellegarde
  - Divisione: feldmaresciallo luogotenente Josef Philipp Vukassovich (coinvolta)
    - Brigata: generale maggiore Hannibal Sommariva
      - 1º reggimento di fanteria Licaner (3 battaglioni)
      - 2º reggimento di fanteria Ottocaner (1 battaglione)
      - 11º reggimento di fanteria 2° Banato (3 battaglioni)
      - 3º reggimento ussari Arciduca Ferdinando (4 squadroni)

    - Brigata: generale maggiore Karl Hillinger
      - 34º reggimento di fanteria Davidovich (4 battaglioni)
      - 37º reggimento di fanteria Auffenberg (3 battaglioni)

  - Divisione: feldmaresciallo luogotenente Joseph Anton von Simbschen (lievemente coinvolta)
    - Brigata: generale maggiore Johann Maria Philipp Frimont (3 battaglioni, 4 squadroni)
    - Brigata: generale maggiore Stephan Mihaljevich (8 battaglioni)
    - Brigata: generale maggiore Friedrich Kottulinsky (8 battaglioni)
    - Brigata: generale maggiore Karl Soudain von Niederwerth (8 battaglioni)

  - Divisione: feldmaresciallo luogotenente Andreas O'Reilly von Ballinlough (16 squadroni)

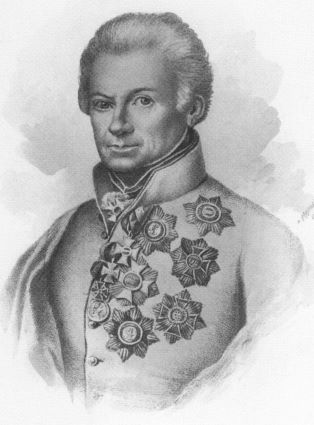
Il principe di Reuss-Plauen

- Centro: feldmaresciallo luogotenente Eugène-Guillaume Argenteau
  - Divisione: generale maggiore Armand von Nordmann
    - Brigata: generale maggiore Franz Anthony von Siegenfeld (4 battaglioni)
    - Brigata: generale maggiore Nordmann (2 battaglioni, 1 battaglione di granatieri, 8 squadroni)

  - Divisione: feldmaresciallo luogotenente Karl Friedrich von Lindenau
    - Brigata: generale maggiore Guido Lippa von Duba (4 battaglioni di granatieri)
    - Brigata: generale maggiore principe Ludwig von Hohenlohe-Bartenstein (5 battaglioni di granatieri)

  - Divisione: feldmaresciallo luogotenente Ludwig von Vogelsang
    - Brigata: generale maggiore Hieronymus Karl Graf von Colloredo-Mansfeld (5 battaglioni di granatieri)
    - Brigata: generale maggiore Georg Croll von Herzberg (7 battaglioni di granatieri)

  - Divisione: feldmaresciallo luogotenente principe Heinrich XV di Reuss-Plauen
    - Brigata: generale maggiore Joseph Wetzel (8 battaglioni)

  - Divisione: feldmaresciallo luogotenente Argenteau
    - Brigata: generale maggiore Johann Kalnássy (8 battaglioni)
    - Brigata: generale maggiore Joseph Walther von Waldenau (16 squadroni)

  - Divisione: feldmaresciallo luogotenente principe Giuseppe di Lorena-Vaudemont (16 squadroni)

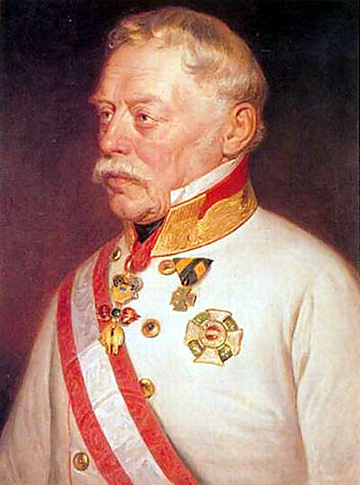
Joseph Radetzky

- Ala sinistra: feldmaresciallo luogotenente Paul Davidovich
  - Divisione: feldmaresciallo luogotenente principe Franz Seraph von Rosenberg-Orsini
    - Brigata: generale maggiore Joseph Radetzky von Radetz (coinvolta)
      - 4º reggimento di fanteria Szluiner (3 battaglioni)
      - 5º reggimento ussari Ott (8 squadroni)

    - Brigata: generale maggiore Alois von Gavasini (7 battaglioni)
    - Brigata: generale maggiore Peter Knesevich (8 battaglioni, 6 squadroni)

  - Divisione: generale maggiore Wunibald Löwenberg
    - Brigata: generale maggiore Löwenberg (3 Grenz battaglioni, 2 squadroni)
- Colonna del Tirolo: feldmaresciallo luogotenente Johann von Hiller
  - Divisione: feldmaresciallo luogotenente Franz Joseph, marchese di Lusignan
    - Brigata: generale maggiore Karl Schauroth (5 battaglioni, 6 squadroni)
    - Brigata: generale maggiore Peter Lutz (13 battaglioni)

  - Divisione: generale maggiore Joseph Dedovich
    - Brigata: generale maggiore Dedovich (7 battaglioni)
    - Brigata: generale maggiore Otto Gottlieb Edler von Zschock (8 battaglioni)
    - Brigata: generale maggiore Christoph Johnson (8 battaglioni)

### L'azione

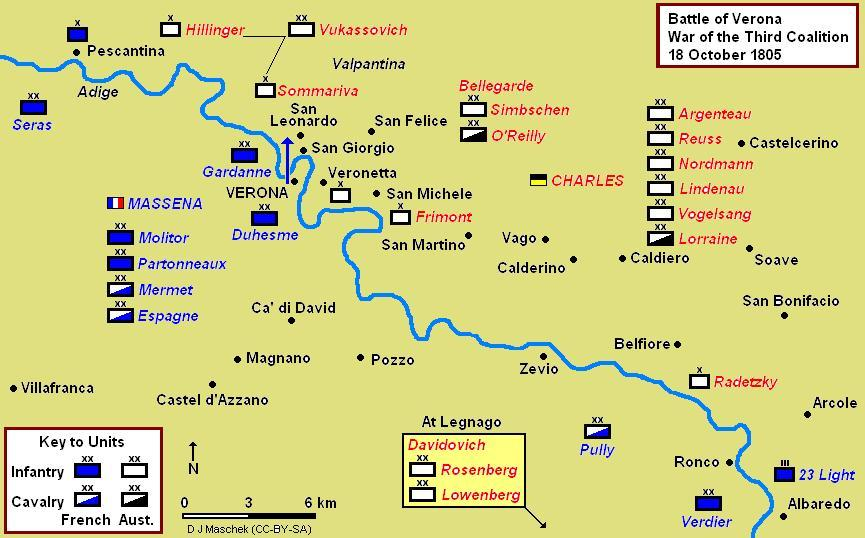
Mappa della battaglia di Verona che mostra l'assalto di Massena nell'attraversamento dell'Adige verso la riva orientale. Seras e Verdier crearono dei diversivi al fianco destro ed al fianco sinistro.

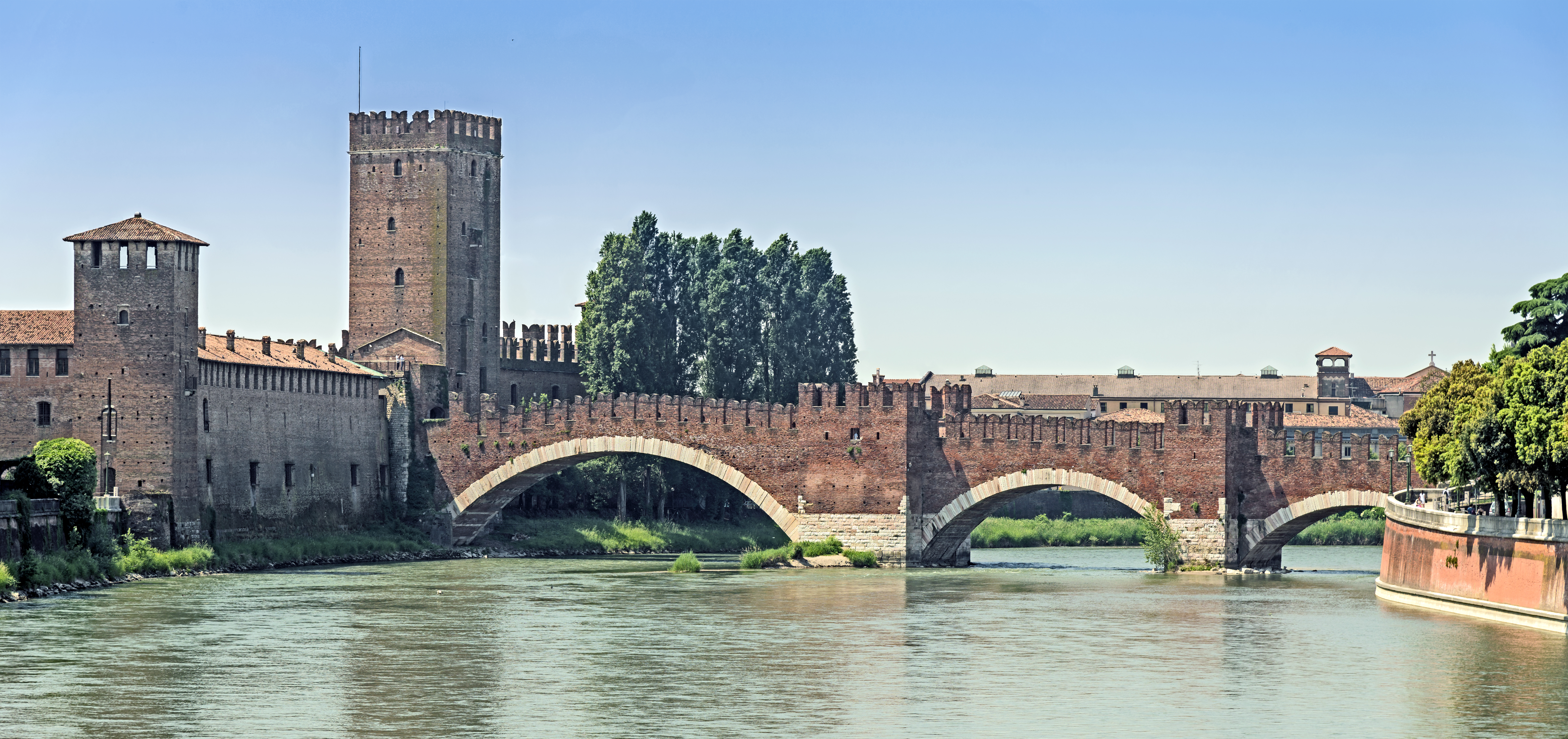
I francesi lanciarono il loro attacco sul ponte di Castelvecchio, difeso debolmente.

Ad est di Verona si trovava il sobborgo di Veronetta, che gli austriaci avevano pesantemente fortificato. Inoltre, i ponti tra Verona e Veronetta erano ben coperti dall'artiglieria austriaca. Massena si rivolse ad ovest di Verona, al sobborgo di San Giorgio, che era accessibile tramite un ponte in pietra noto col nome di Ponte di Castelvecchio. Vukassovich era responsabile della difesa dell'area. Il comandante della divisione austriaca aveva fatto costruire un muro al centro del ponte ed aveva fortificato san Giorgio. Ad ogni modo, Vukassovich destinò solo due battaglioni alla difesa del ponte. Impiegò invece sei battaglioni sulle colline a nordest di Verona, mentre il resto della divisione venne posizionato ancora più a nord, mantenendo i contatti col corpo d'armata di Hiller.
Massena decise di comandare personalmente l'assalto al ponte. Con 24 compagnie di volteggiatori (fanteria leggera) derivati dai diversi battaglioni della divisione dei generali Gardanne e Duhesme, l'esercito francese formò una colonna d'assalto. I voltiguers vennero supportati da un battaglione di zappatori e da una compagnia di artiglieria leggera, sempre derivati dalla divisione di Gardanne.
Alle prime ore del 18 ottobre, Massena guidò la sua colonna in silenzio verso il ponte di Castelvecchio. Gli zappatori suonarono la carica e distrussero il muro, seguiti dalla colonna francese. Dopo aver trionfato sull'avamposto austriaco, i volteggiatori attaccarono San Giorgio. Il generale di brigata Louis Fursy Henri Compère avanzò a supportare l'attacco, mentre Vukassovich rafforzò i difensori con due battaglioni. Poco dopo le 10:00 San Giorgio cadde nelle mani dei francesi. Poco dopo, Vukassovich dispose in campo il 3º reggimento ussari Arciduca Ferdinando e la fanteria del generale maggiore Hannibal Sommariva. Il comandante della divisione austriaca dispiegò anche la brigata di Compère. I francesi fecero quadrato e con l'aiuto dell'artiglieria spararono al di la del fiume, respingendo la cavalleria austriaca.
Verso mezzogiorno, Verdier organizzò l'attacco. Penetrando facilmente le forze del generale maggiore Joseph Radetzky von Radetz, attraversò l'Adige ad Albaredo d'Adige con due battaglioni del 23º reggimento di fanteria leggera. Credendo che l'azione di Verona fosse un diversivo e l'attraversamento di Albaredo fosse il vero attacco, l'arciduca Carlo marciò contro Verdier con tre colonne. Quando giunse ad Albaredo, il 23º fanteria leggera si era già ritirato verso la sponda francese dell'Adige.
Massena ordinò a sua volta a Seras di preparare un diversivo a nord. Lasciando parte della sua divisione A Rivoli, Seras si portò di fronte a Pescantina, 11 chilometri ad ovest di Verona. Quest'azione impegnò metà della divisione di Vukassovich, che rimase a osservare i movimenti di Seras senza mai entrare in azione.
Nel pomeriggio, alcune delle truppe di Duhesme ed il 23° Chasseurs à cheval si scontrarono col nemico. Alle 17:00, San Leonardo cadde nelle mani dei francesi dopo un duro scontro, permettendo così alle truppe di Massena di occupare le alture e fare pressione da est. In quel momento, Bellegarde apparve col feldmaresciallo luogotenente Andreas O'Reilly ed il feldmaresciallo luogotenente Joseph Simbschen presso San Felice in Val Pantena, a nordest di Verona. Bellegarde respinse i francesi a breve distanza sino a sera.

## Risultato

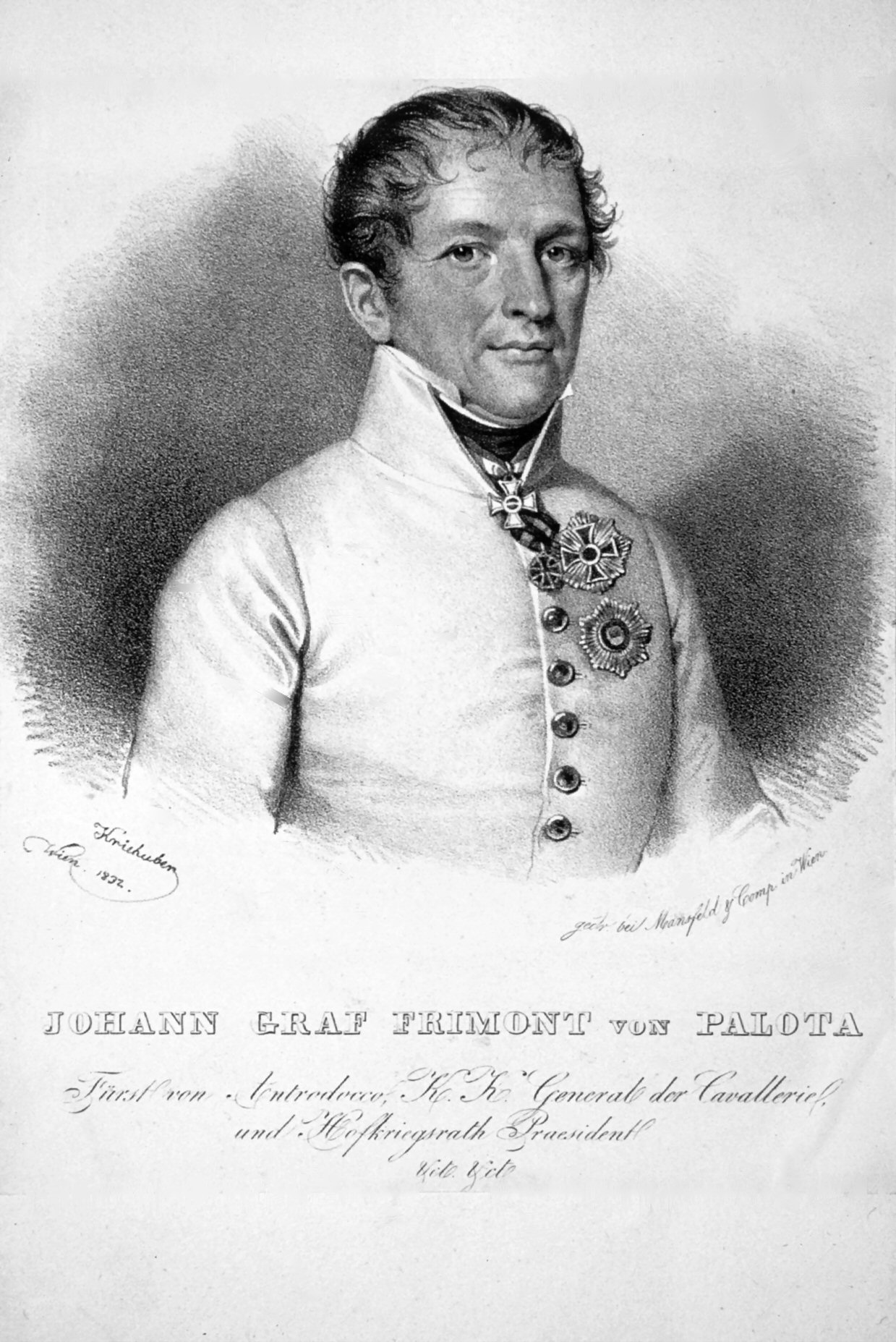
Il generale Johann Frimont

Secondo alcuni storici i francesi persero in quel giorno 77 uomini sul campo ed ebbero 246 feriti, per un totale di 323 uomini fuori combattimento, mentre le perdite degli austriaci furono decisamente più alte con 246 moti e 906 feriti. Secondo altre fonti i francesi ebbero 150 morti e 300 feriti, mentre gli austriaci persero 1622 uomini tra morti, feriti e prigionieri, oltre a quattro cannoni.
Massena non riuscì a catturare Veronetta, ma riuscì a stabilire una testa di ponte a nordest di Verona. Adirato per il fatto che Vukassovich non fosse riuscito a bloccare l'attacco di Massena, l'arciduca Carlo lo licenziò e lo rimpiazzò col feldmaresciallo luogotenente principe Franz Seraph von Rosenberg-Orsini. L'arciduca era infatti convinto che Vukassovich avrebbe potuto respingere i francesi al primo assalto se avesse difeso il ponte con più uomini. Smith scrive a tal proposito che Vukassovich venne licenziato per aver dato battaglia troppo vicino al fiume senza ordini espliciti. Ancora oggi gli argomenti sono fortemente discussi.
Carlo ad ogni modo aveva sufficienti truppe per attaccare la testa di ponte francese. Al contrario, si contenne nel mantenimento di Veronetta, piazzando il generale maggiore Johann Maria Philipp Frimont con la sua brigata nel sobborgo di San Michele, ad est di Veronetta, ed ordinando al feldmaresciallo Rosenberg di mantenere Val Pantena. Il comandante austriaco si ritirò col resto dell'ala destra di Bellegarde a Caldiero. Massena rafforzò la sua testa di ponte con le intere divisioni di Gardanne e Duhesme. Sia Carlo che Massena successivamente spiegarono le loro azioni con l'essere in attesa di notizie dalla Germania che avrebbero potuto condizionare la loro campagna militare per maggiori necessità. L'azione successiva fu la Battaglia di Caldiero che si svolse dal 29 al 31 ottobre.